# 宝塚舞台
株式会社宝塚舞台（たからづかぶたい）は、1998年に阪急電鉄から分離独立して発足した、宝塚歌劇のバックステージ部門を担う舞台専門会社である。本社は兵庫県宝塚市栄町1丁目1-57 ちどりビル内（宝塚大劇場）にある。
宝塚大劇場及び東京宝塚劇場で通年公演を実施するほか、梅田芸術劇場や宝塚バウホールの運営管理を受託している。